# Pincho

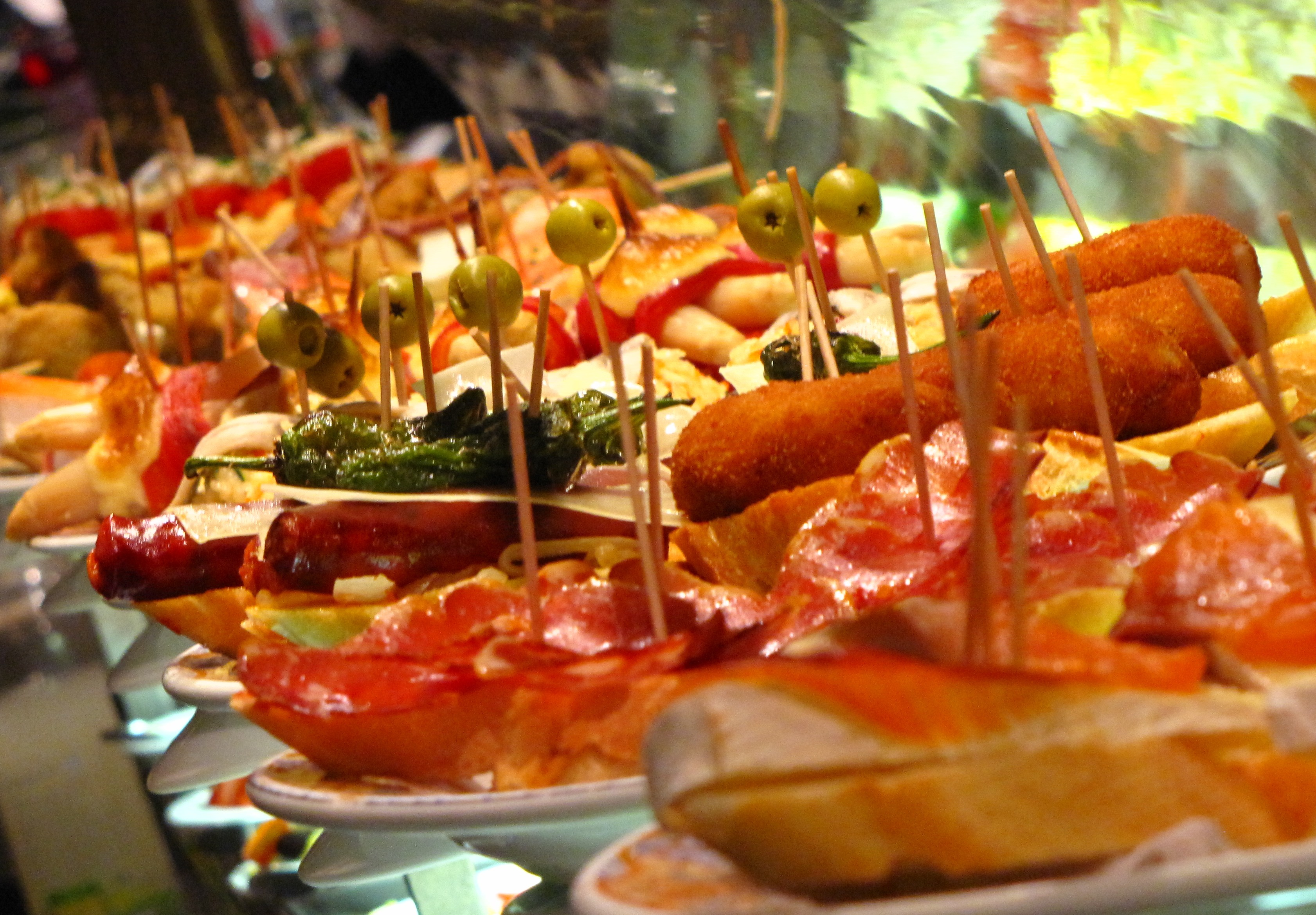
Pinchos en la barra de un bar

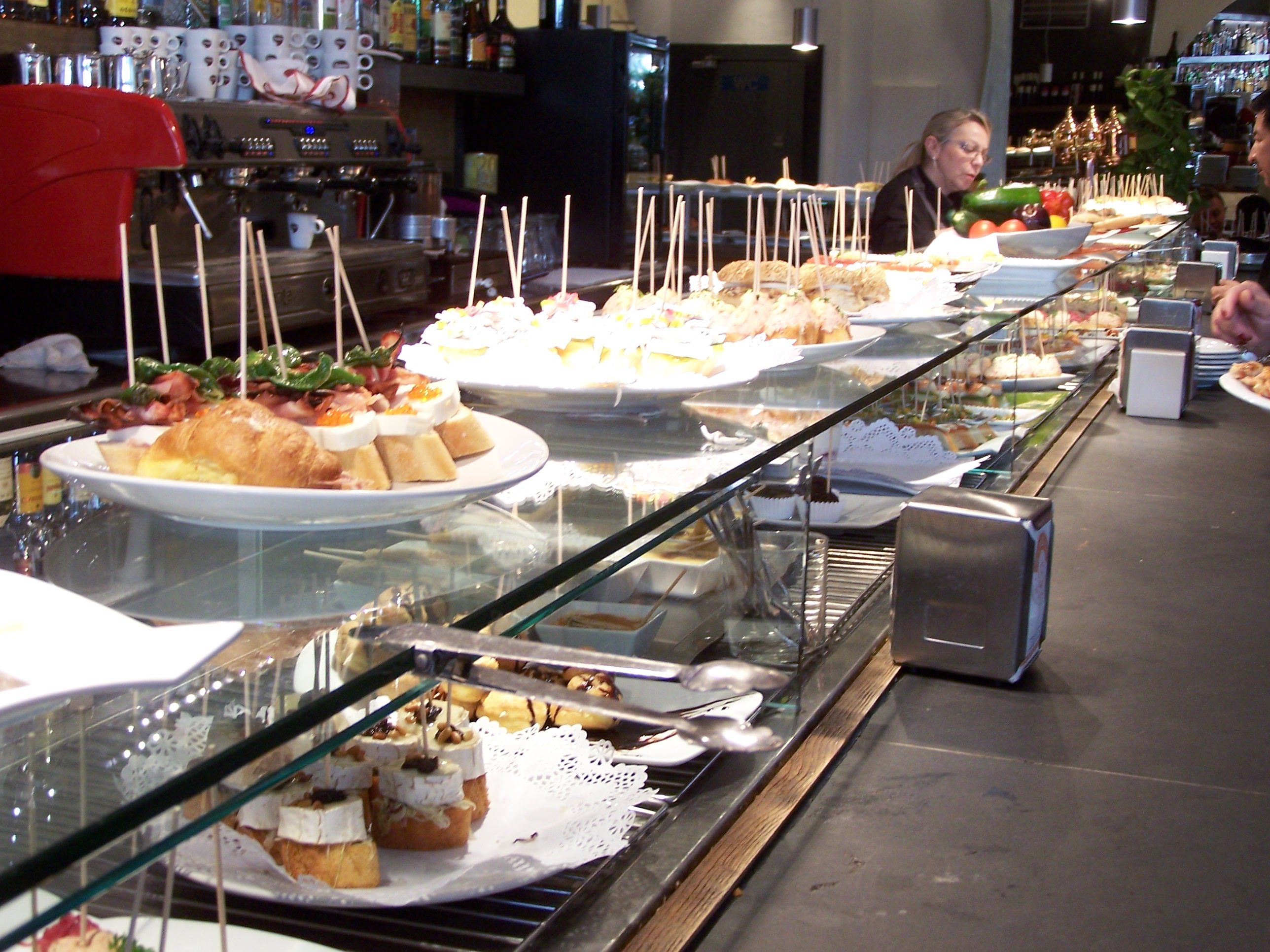
Pinchos en la barra de un bar

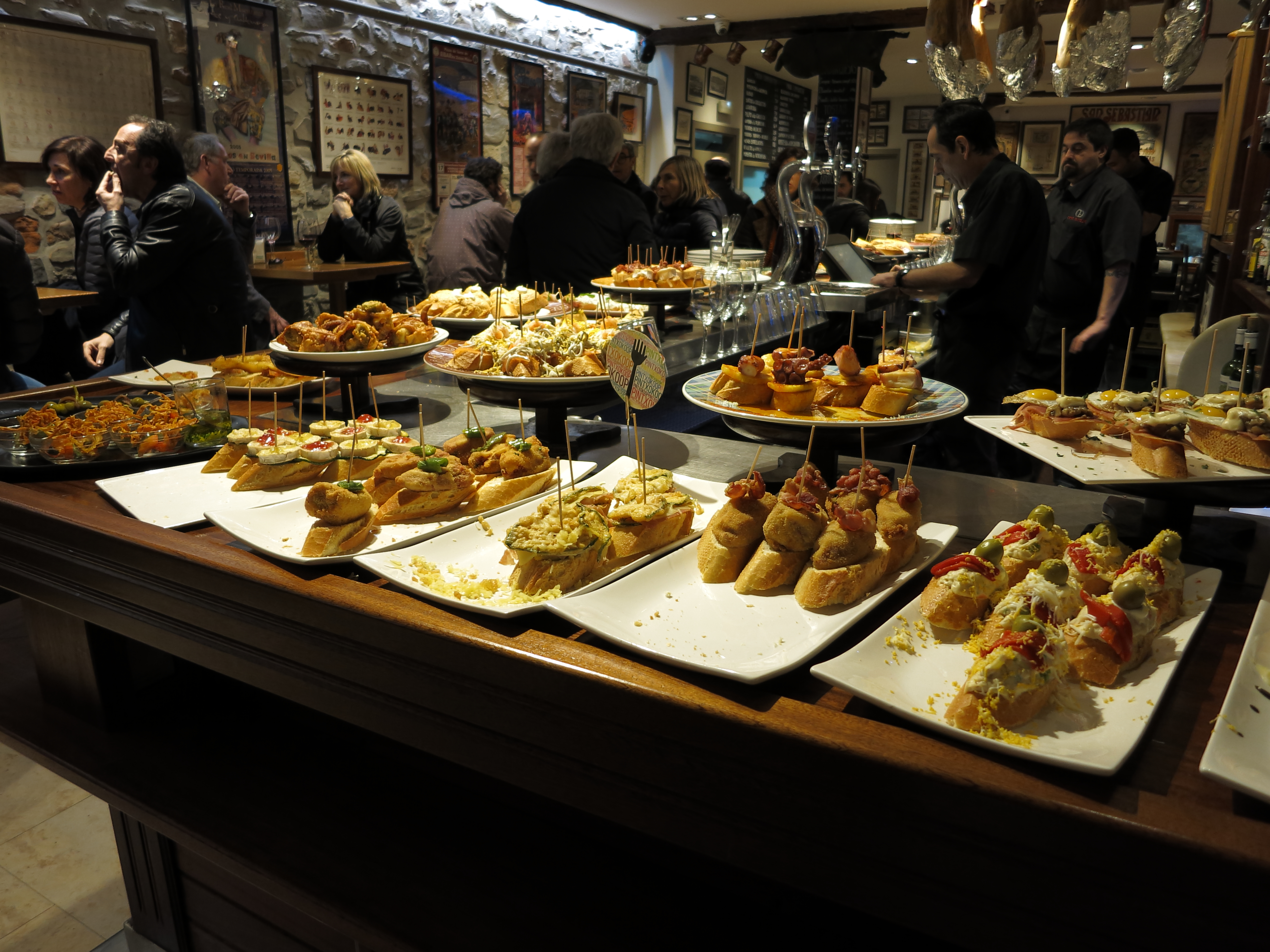
Interior de un bar

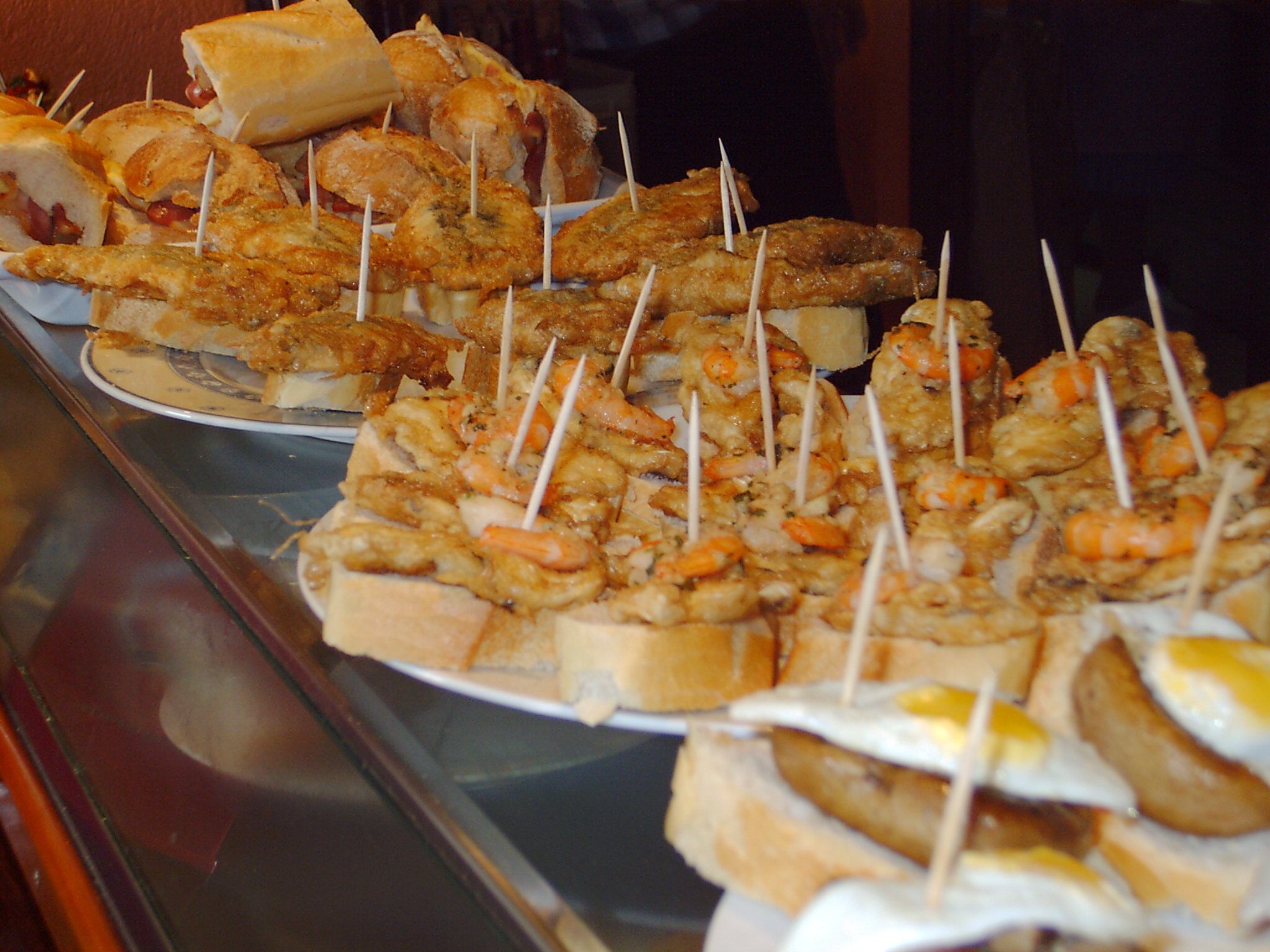
Pinchos diversos

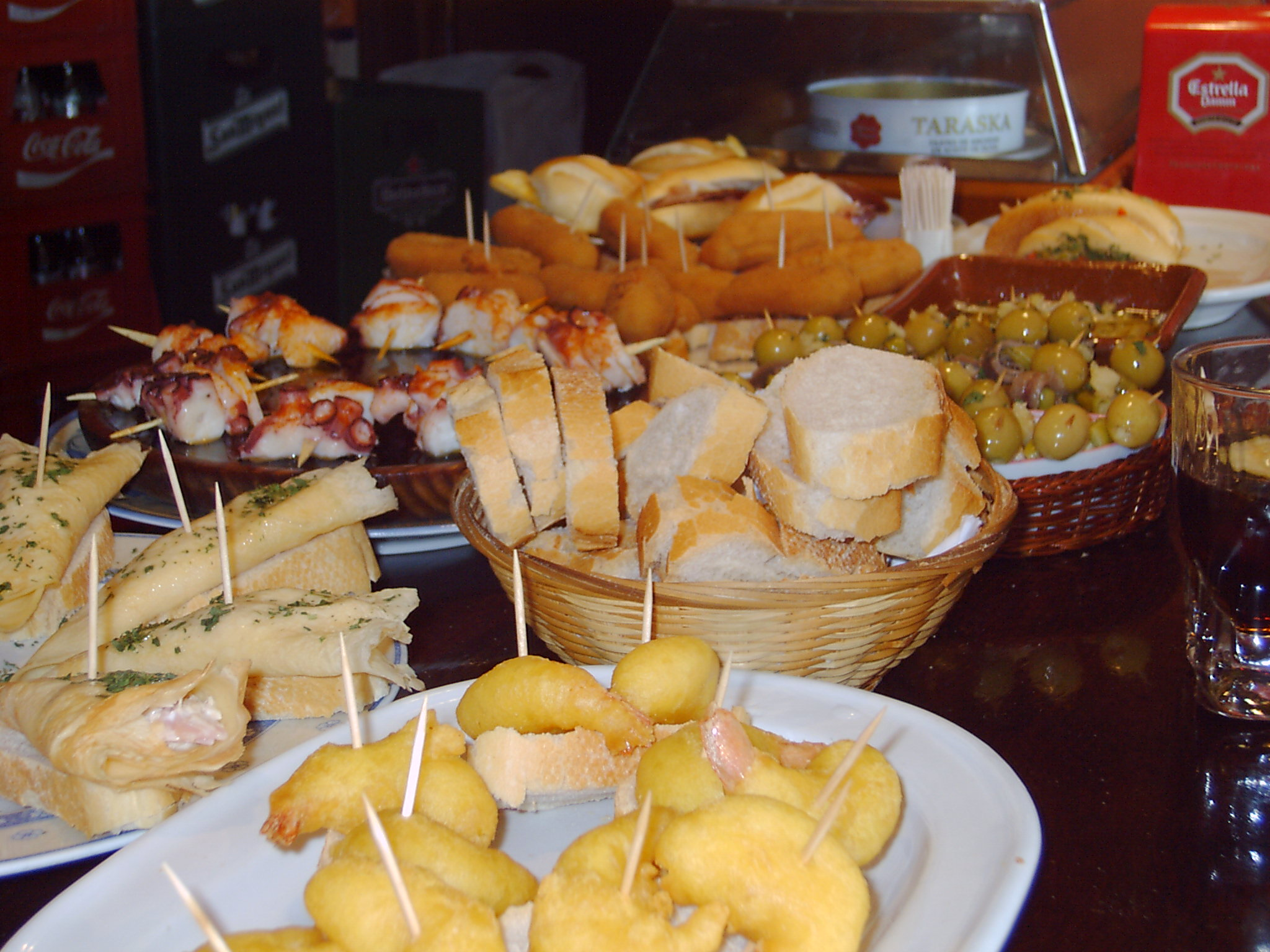
Pinchos diversos

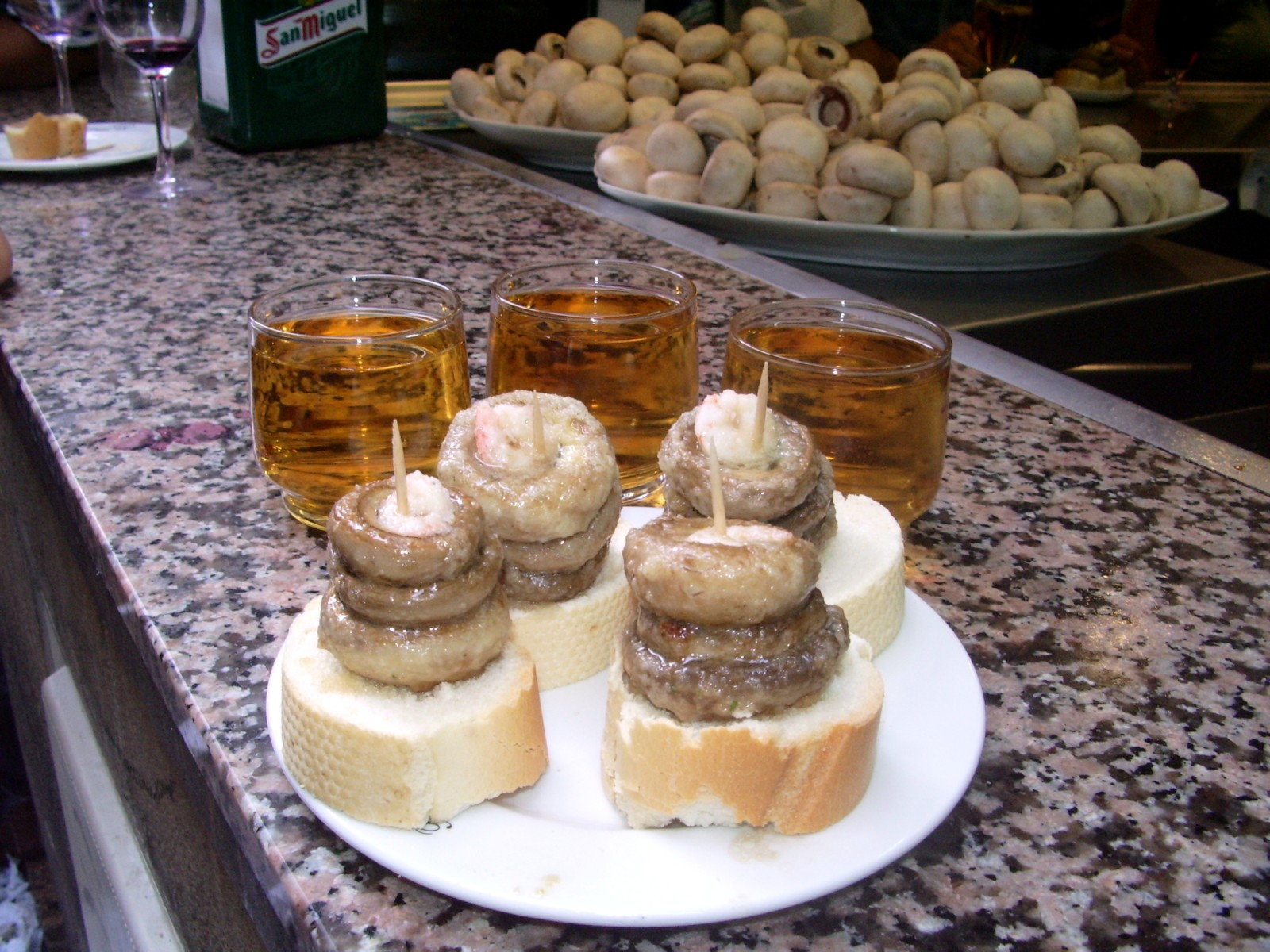
Pincho de champiñones y gamba.

Se llama pincho a una pequeña rebanada de pan sobre la que se coloca una pequeña porción de comida. Recibe dicho nombre porque tradicionalmente se sujeta la comida al pan con un palillo (aunque esta no sea una característica obligatoria). Es muy similar a la «tapa».

## Costumbres asociadas
A diferencia de la «tapa», que suele incluirse en algunos bares al pedir la bebida, el pincho se debe pedir por separado y suele ser más grande. Los pinchos fríos son aquellos que generalmente están dispuestos sobre la barra del bar y el cliente los coge a voluntad o pide al camarero y luego, al terminar de comer, los paga. Los pinchos calientes deben ser pedidos al camarero, quien los solicita a cocina para ser preparados o calentados al momento.
El pincho está especialmente asociado a la gastronomía vasca (donde se conoce con la grafía pintxo), en la que se suele tomar como aperitivo acompañado normalmente de un vaso de vino tinto (llamado txikito) o un zurito, nombre por el que se conoce al pequeño vaso de cerveza de media caña, aproximadamente; este mismo vaso es conocido en Aragón como penalti, en La Rioja y Burgos corto, chato en Soria  y en otras zonas de España mini. Esta costumbre es muy común en los bares del País Vasco, Cantabria, Navarra, La Rioja, Soria, Asturias y Burgos. Dada la fama que está adquiriendo esta forma de comer, cada vez son más las personas que deciden realizar su almuerzo o cena a base de pinchos, alternando de bar en bar.
Originalmente los ingredientes a colocar sobre el pan podían ser prácticamente cualesquiera, pero muchas veces son los más habituales en la cocina vasca: pescados (especialmente merluza, bacalao, anchoas, gulas...), tortilla de patata, pimientos rellenos, croquetas, etc. Sin embargo, la abundancia de jóvenes cocineros en el País Vasco y en San Sebastián en particular, fruto de las escuelas de alta cocina y los restaurantes, está propiciando que muchos de ellos se dediquen a elaborar y crear nuevos y cada vez más complejos pinchos, lo que resulta en una constante innovación y aparición de nuevas recetas. Se da cada vez más una coexistencia entre los pinchos tradicionales y la cocina en miniatura.
Lo más habitual suele ser coger uno mismo el pincho, que se sitúa en bandejas sobre la barra del bar, y comerlo de pie mientras se charla con los amigos y se toma la bebida.
En el Perú, a esta preparación se le llama anticucho o brocheta. Se evita totalmente la palabra pincho porque en el lenguaje popular del Perú significa miembro viril.

### Los palillos
En algunos bares, a cada pincho le colocan un palillo diferente para, al final, contar los palillos que tiene cada cliente y así calcular la cuenta. El uso de palillos más largos o más cortos, o de palillos con capuchones de diferentes colores se da en algunos bares, aunque no es la norma general. De hecho hay una gran variedad de pinchos que, al no haber nada que sujetar, no llevan palillo. Además, en Vitoria, San Sebastián y en Bilbao, los palillos suelen tirarse al suelo, cobrando el camarero en función de lo que el cliente dice que ha consumido.

## Pincho-pote
Consiste en ofrecer un pincho y una bebida a la vez por un precio ajustado, siendo para conseguirlo normalmente la bebida y el pincho de entre los más económicos del bar (pudiendo ser los pinchos diferentes a los habituales, haciéndose para la ocasión de menor tamaño o calidad que de normal), de forma similar a lo que sucede con las tapas. Esta práctica se inició en Vitoria en 2003 y cobró fuerza unos años después en varios lugares, durante la crisis económica de 2008-2015. "Pote" hace referencia al chiquito, pues así se llama también en Navarra, La Rioja y el País Vasco al vaso de vino (en pequeña cantidad normalmente).